# Kazimierz Zarankiewicz
Kazimierz Zarankiewicz   (Częstochowa, 2 de maig de 1902 - Londres, 5 de setembre de 1959) va ser un matemàtic polonès.

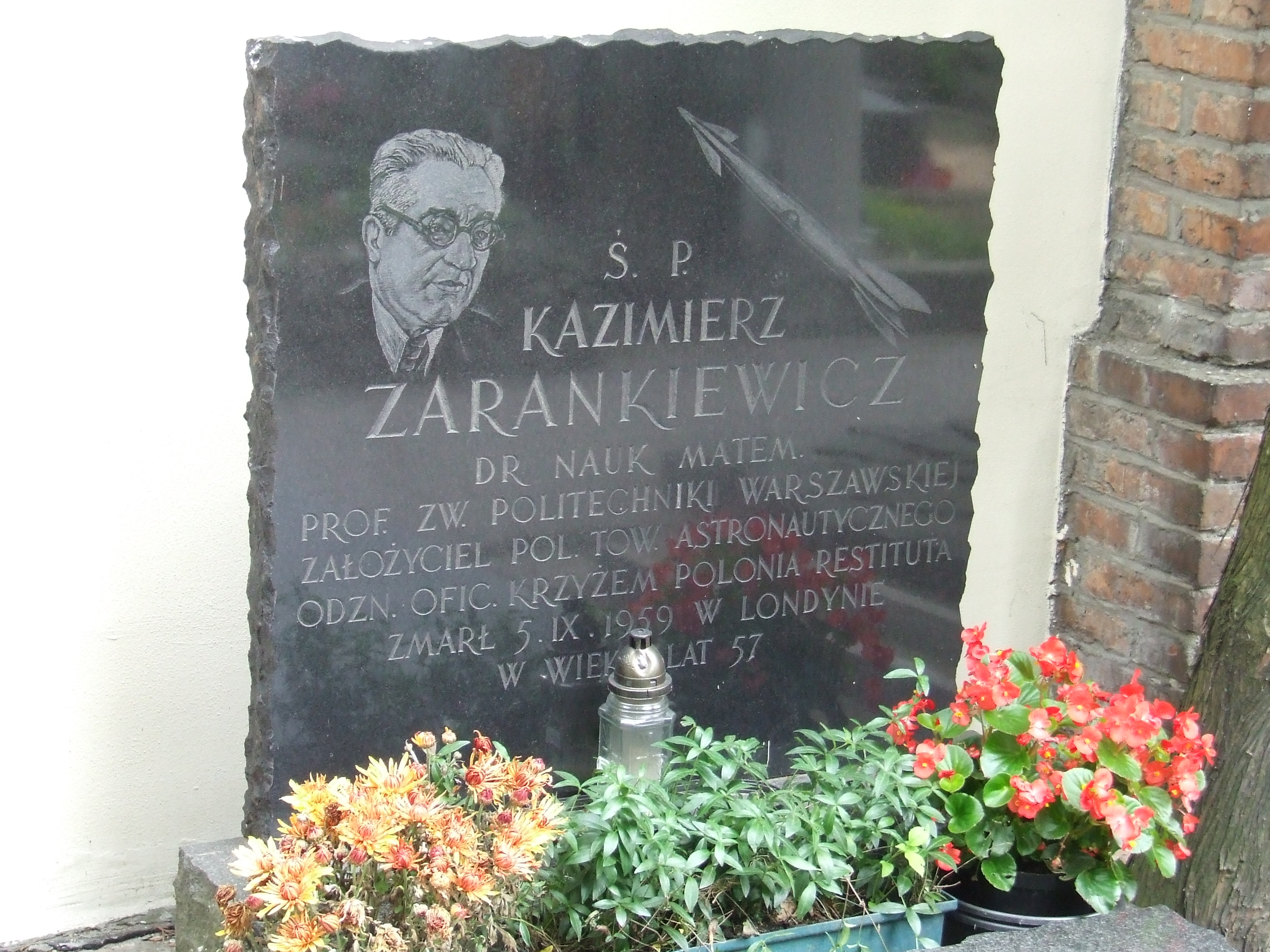
Sepultura de K. Zarankiewicz a l'Avinguda del Mèrit del cementiri de Powązki a Varsòvia.

Després de passar el batxillerat el 1919 a Będzin, una població propera a la seva vila natal, va estudiar matemàtiques a la universitat de Varsòvia, on va obtenir el doctorat el 1923 amb una tesi sobre el punts de tall dels conjunts connexos. A partir de 1924 va ser professor de l'Escola Politècnica de Varsòvia, només interrompuda per algunes estances a universitats estrangeres com Tomsk (1936) o Harvard (1948), o per l'ocupació alemanya durant la Segona Guerra Mundial, durant la qual va donar classes clandestines i el 1944 for deportat a un camp de treball alemany. Va morir a Londres el 1959, mentre presidia un dels debats del congrès de la Federació Internacional d'Astronàutica, tema pel que es va interessar vivament.
Zarankiewitcz va publicar una trentena d'articles científics en els camps de la topologia, de la teoria de grafs, de les funcions complexes i de la teoria de nombres. La seva aportació més important és una conjectura sobre el nombré màxim de vèrtexs d'un graf bipartit complet, que va donar origen als anomenats nombres de Zarankiewicz. En topologia, seguint l'obra d'Urysohn, va fer una important caracterització dels continus locals connexes hereditaris.